# John Wiley & Sons
John Wiley & Sons, Inc. ili samo Wiley (: JW.A) globalna je izdavačka kuća koja se specijalizuje u akademskom izdavaštvu i prodaji svojih proizvoda profesionalnim radnicima i potrošačima, studentima i instruktorima u višem obrazovanju, i istraživačima u naučnim, tehničkim, medicinskim, i akademskim poljima. Kompanija objavljuje knjige, časopise, i enciklopedije, u štampanom i elektronskom obliku, kao i onlajn proizvode i servise, materijale za obuku, i obrazovne materijale za prediplomske i diplomske studente, i za studente kontinuiranog obrazovanja. Wiley je isto tako pozant po izdavanju literature za početnike (For Dummies).
Preduzeće je osnovano 1807. godine. Godine 2015, preduzeće je imalo 4,900 zaposlenih i prihod od $1,8 milijardi.

## Spoljašnje veze
Mediji vezani za članak John Wiley & Sons na Vikimedijinoj ostavi

- Corporate website